# Dudley DeGroot
Dudley Sargent DeGroot (10 de novembro de 1899 — 5 de maio de 1970) foi um atleta e treinador americano, principalmente de futebol americano, basquete e rugby union. Ele atuou como treinador principal do Washington Redskins da National Football League (NFL) de 1944 a 1945, registrando uma marca de 14–5–1; sua porcentagem de vitórias de 0,737 é a melhor na história da franquia para treinadores com pelo menos uma temporada completa. DeGroot também foi o treinador principal de futebol americano no Santa Barbara State College — agora a Universidade da Califórnia em Santa Bárbara — de 1926 a 1927, Universidade Estadual de San Jose (1932-1939), Universidade de Rochester (1940-1943), Universidade da Virgínia Ocidental (1948-1949) e Universidade do Novo México (1950-1952), compilando um recorde de carreira de treinador principal de futebol americano universitário de 117-67-9. Além disso, ele atuou como treinador principal do Los Angeles Dons da All-America Football Conference (AAFC) de 1946 a 1947.
Ele consagrou-se campeão olímpico ao integrar a equipe de rugby nos Jogos Olímpicos de Verão de 1924 em Paris.

## Início de vida e carreira de jogador
DeGroot estudou na Sequoia High School em Redwood City, Califórnia. Na Universidade Stanford, ele competiu em basquete, futebol americano, natação e polo aquático. Jogando sob o comando do técnico Pop Warner, ele se tornou o capitão do time de futebol americano do Stanford Cardinal em 1922 e seu primeiro atleta All-American. Em 1923 e 1924, DeGroot foi campeão de costas da Intercollegiate Association of Amateur Athletes of America, 4A, ICAAAA ou IC4A.
Ele foi membro da equipe de rúgbi dos Estados Unidos que ganhou uma medalha de ouro olímpica durante a competição de 1924 em Paris. Um diário de DeGroot sobre as atividades desta equipe olímpica de rúgbi foi publicado ao longo de 23 dias em julho de 1924 pelo jornal The Call.
DeGroot recebeu seu doutorado em educação e foi reconhecido como um dos principais oólogos e ornitólogos dos Estados Unidos. Seu trabalho em oologia continua a ser discutido em publicações científicas.

## Carreira de treinador
Em 1928, DeGroot foi contratado como diretor físico no Menlo Junior College, agora conhecido como Menlo College em Atherton, Califórnia. Ele treinou futebol e basquete em Menlo por quatro temporadas. Em 1932, ele deixou Menlo para se tornar o treinador principal de futebol no San Jose State Teachers College, agora conhecido como San Jose State University. Russell Sweet o sucedeu como treinador principal de futebol de Menlo.
De 1932 a 1939, DeGroot liderou o time de futebol americano San Jose State Spartans com um recorde de 60–19–8. Sua melhor temporada lá foi em 1939, quando seu time ficou invicto e superou os oponentes por 324 a 29. Em 2006, em uma lista publicada no Mercury News das sete maiores reviravoltas em uma única temporada na história dos Spartans, apenas DeGroot é listado duas vezes, em 1932 e 1937. As estatísticas para elas são: o recorde da temporada de 1932 é 7–0–2 com uma temporada anterior de 1–7 e uma margem de seis e o recorde da temporada de 1937 é 11–2–1 com uma temporada anterior de 5–4 e outra margem de seis.
Seu próximo cargo de liderança de equipe foi na Universidade de Rochester, onde foi treinador de futebol de 1940 a 1943. O recorde de DeGroot lá foi de 24–6. Mudando-se para esportes profissionais, ele então assumiu o Washington Redskins, um time da National Football League (NFL), em Washington, DC Embora tenham perdido o campeonato da NFL naquele ano por um ponto, 15–14, para o Cleveland Rams, o Redskins ganhou o título da Divisão Leste em 1945 com DeGroot como seu treinador. Durante duas temporadas com o Los Angeles Dons da nova All-America Football Conference, o recorde de DeGroot foi de 14–12–2.
DeGroot retornou ao treinamento universitário como treinador principal de futebol americano na West Virginia University de 1948 a 1949. Seu recorde para o West Virginia Mountaineers foi de 13–9–1. Na University of New Mexico de 1950 a 1952, o recorde de DeGroot foi de 13–17 para os Lobos.